# Core (jeu vidéo)
Pour les articles homonymes, voir Core.
 (octobre 2021).
 (octobre 2019).
Core est un jeu vidéo en ligne free-to-play avec un système de création de jeu intégré, développé par Manticore Games et conçu avec l'Unreal Engine 4. Il a été publié en version alpha ouverte le 16 mars 2020, avant d'être disponible en accès anticipé le 15 avril 2021. 
Core héberge des jeux générés par les utilisateurs et conçus pour un public d'adolescents et d'adultes,. Le système de création de jeux est accessible afin de permettre au plus grand nombre de personnes de l'utiliser. Core repose sur un concept similaire à d'autres plateformes comme Roblox. Il est disponible gratuitement sur l'Epic Games Store. Le jeu possède plus de 25 000 mini-jeux créés par la communauté.

## Système de création de jeux
Le système de Core permet de développer des jeux multijoueur (jusqu'à 32 joueurs) et en solo. On ne peut pas importer des ressources dans le système de création de jeu. Cependant, le jeu offre une possibilité de modifier et de combiner des ressources  intégrées dans celui-ci. Core permet aux utilisateurs de coder en utilisant le langage de programmation Lua grâce à une API intégrée. Les mini-jeux réalisés peuvent être partagés et joués dans Core mais l'exportation en jeux autonomes n'est pas disponible.

## Avatar
L'avatar du joueur est constitué de trois types d'objets : le personnage, l'emote et la monture.
Le personnage est l'avatar du joueur qui le représente dans d'autres jeux, sauf dans certains jeux où le personnage est choisi en avance par le développeur. Le joueur a 12 personnages disponibles au démarrage de Core.
La monture est un moyen de transport pouvant être un véhicule ou un animal, qui n'est pas jouable dans tous les jeux. Le joueur possède au départ un hoverboard.
Il est possible d'acheter plus d'objets pour l'avatar à la boutique d'objets.

## À propos de l'éditeur
Manticore Games, l'entreprise qui a développé le jeu, a été cofondé par Frédéric Descamps et Jordan Maynard en 2016 et basé à San Mateo, en Californie. 
Le 15 juillet 2021, Manticore Games a annoncé un partenariat avec le disc jockey deadmau5.